# Kunhar
Kunhar o Nainsukh és un riu del Panjab (Pakistan) a la vall del Kagan a l'antic districte d'Hazara. Neix a 34° 51′ N, 74° 04′ E / 34.850°N,74.067°E al llac Lohusur, i té un recorregut de 185 km fins que desaigua al riu Jhelum a Patan a 34° 17′ N, 73° 31′ E / 34.283°N,73.517°E. El seu curs és tortuós i passa per altes muntanyes d'entre 2.500 i 5.000 metres. Després de Balakot és molt ràpid i cabalós.